# Петар Раденковић
Петар Раденковић (Београд, 1. октобар 1934) бивши је југословенски и српски фудбалски голман.

## Биографија и каријера
Каријеру је започео 1949. године у Шумадији 1903, а од 1951. до 1952. године играо је за други тим Црвене звезде. Професионалну каријеру започео је такође у Црвеној звезди, 1952. године, за коју је одиграо само једну првенствену утакмицу.
У периоду од 1952. до 1960. године играо је за БСК Београд на 96 утакмица. Од 1961. до 1962. године био је голман немачког клуба Ворматија Вормс на 13 утакмица, а постигао је један гол. Од средине 1962. године играо је за Минхен 1860, до 1970. године и са њим освојио две титуле и један куп Немачке. Такође, био је у тиму Минхена 1860 који је играо у Купу победника купова 1964/65.
Био је један од најпопуларнијих играча тог времена у Немачкој, а снимио је и музичку плочу са песмом Bin i Radi, bin i König (срп. Ја сам Ради ја сам краљ), која је продата у 400.000 примерака. Једно време у Немачкој, његова плоча била је продаванија од Битлса и Ролингстонса. Касније је плоча доштампавана до тиража од два милиона примерака. Сингл се у јуну 1965. године нашао на петом месту топ 10 хитова у СР Немачкој, a Раденковић је са њом гостовао на телевизијама широм Европе. Након тога снимио је још три плоче, али ниједна није доживела већу популарност.
За репрезентацију Југославије бранио је на три меча, рачунајући и финале Летњих олимпијских игара 1956. године у Мелбурну против фудбалске репрезентације Совјетског Савеза. Дебитовао је на истом турниру у победи над селекцијом Сједињених Америчких држава, а играо је и на пријатељској утакмици против репрезентације Индонезије.
Појавио се у немачким филмовима X + YY – Formel des Bösen, Guten Abend…  и филму Massnahmen gegen Fanatiker.

## Трофеји
ФК Минхен 1860
- Бундеслига: 1965/66.
- Куп Немачке: 1963/64.
- Куп победника купова: финале 1964/65.